# Покорский, Георгий Михайлович
Покорский Георгий Михайлович, протоиерей, член Императорской Российской Академии, родился в 1740 г., умер 15-го октября 1800 года.

## Биография
Сын священника Костромской епархии, Покорский образование получил в Костромской Духовной Семинарии, причем первый из её воспитанников начал говорить проповеди собственного сочинения. По окончании курса Семинарии, Покорский был назначен преподавателем греческого языка в той же Семинарии и в этой должности состоял с 28-го августа 1762 г. по 30-е января 1764 г. В 1764 г., по прошению, он был уволен от должности учителя и зачислен в ведомство Костромской епархии. Вскоре, в том же 1764 году, Покорский переселился из Костромы в С.-Петербург и в 1765 г. определен был псаломщиком в Императорскую Академию Художеств и назначен учителем по русскому языку для малолетних воспитанников Академии. С 28-го сентября 1773 г. по 3-е января 1776 г. он состоял диаконом при церкви Вознесения при Адмиралтейских слободах и был учителем в основанной им в своем приходе школе по катехизису, арифметике и географии; при этой же школе занимал Покорский и должность воспитателя. В январе 1776 г. он был рукоположен во священника к церкви же Вознесения, где своими проповедями обратил на себя внимание. В 1783 году, в заседании 28-го октября, Покорский избран был членом Императорской Российской Академии. 22-го октября 1787 года произведенный в протоиереи к Андреевской церкви и определенный благочинным, П. в 1789 г. (11-го февраля) переведен был в Исаакиевский собор с отправлением обязанностей благочинного. В 1800 г., февраля 16-го, вследствие болезни ног, он по прошению уволен был от должности с пенсией полного жалованья — 120 р. — выдаваемой из типографских процентных сумм. После отставки, протоиерей Покорский жил недолго: 15-го октября того же 1800 года он скоропостижно скончался на 60 году от роду.
В звании члена Российской Академии Покорский занимался выбором слов из сочинений Григория Назианзина и принял на себя труд привести в этимологический порядок все слова и решения, начинающиеся с буквы д. Для этой цели он пользовался уже существовавшими тогда немногими печатными и письменными сборниками подобного рода, книгами на церковно-славянском и русском языках, разными летописями, законодательствами, как древними, так и новейшими; записками путешественников, терминами научными, художественными, техническими и проч. Собранным словам Покорский дал определения и объяснения по правилам, утвержденным Академией. Эти слова с объяснениями помещены в "Словаре Академии Российской", часть II, от г до з. В академических заседаниях Покорский часто давал устные и письменные мнения по разным спорным вопросам. Он находил, что наполнение словаря причастиями излишне, потому что производство их основано на общеизвестных правилах: те же причастия, которые уклоняются от общих правил, необходимо должны быть помещены в Академическом Словаре. Мнения, подаваемые Покорским, послужили поводом к тому, что Академия возложила на него окончательную выработку правил о глаголах учащательных многократного вида. — Покорский оставил после себя весьма значительную библиотеку, свидетельствовавшую о его занятиях как богословскими науками, так и русской словесностью, и заключавшую в себе много сочинений полемических и обличительных, направленных, с одной стороны, против вольнодумства, с другой — против раскола. Изданная им книга "О церкви и таинствах", не отличающаяся, впрочем, достоинствами, назначена для увещания старообрядцев. Она составлена из текстов из Св. Писания и из поучений свв. отец; напечатана в Москве Сыромятниковым в 1780 году.